# Campionati europei di atletica leggera 2024 - 10000 metri piani femminili
La specialità dei 10 000 metri piani femminili ai campionati europei di atletica leggera 2024 si è svolta l'11 giugno allo Stadio Olimpico di Roma, in Italia.

## Podio

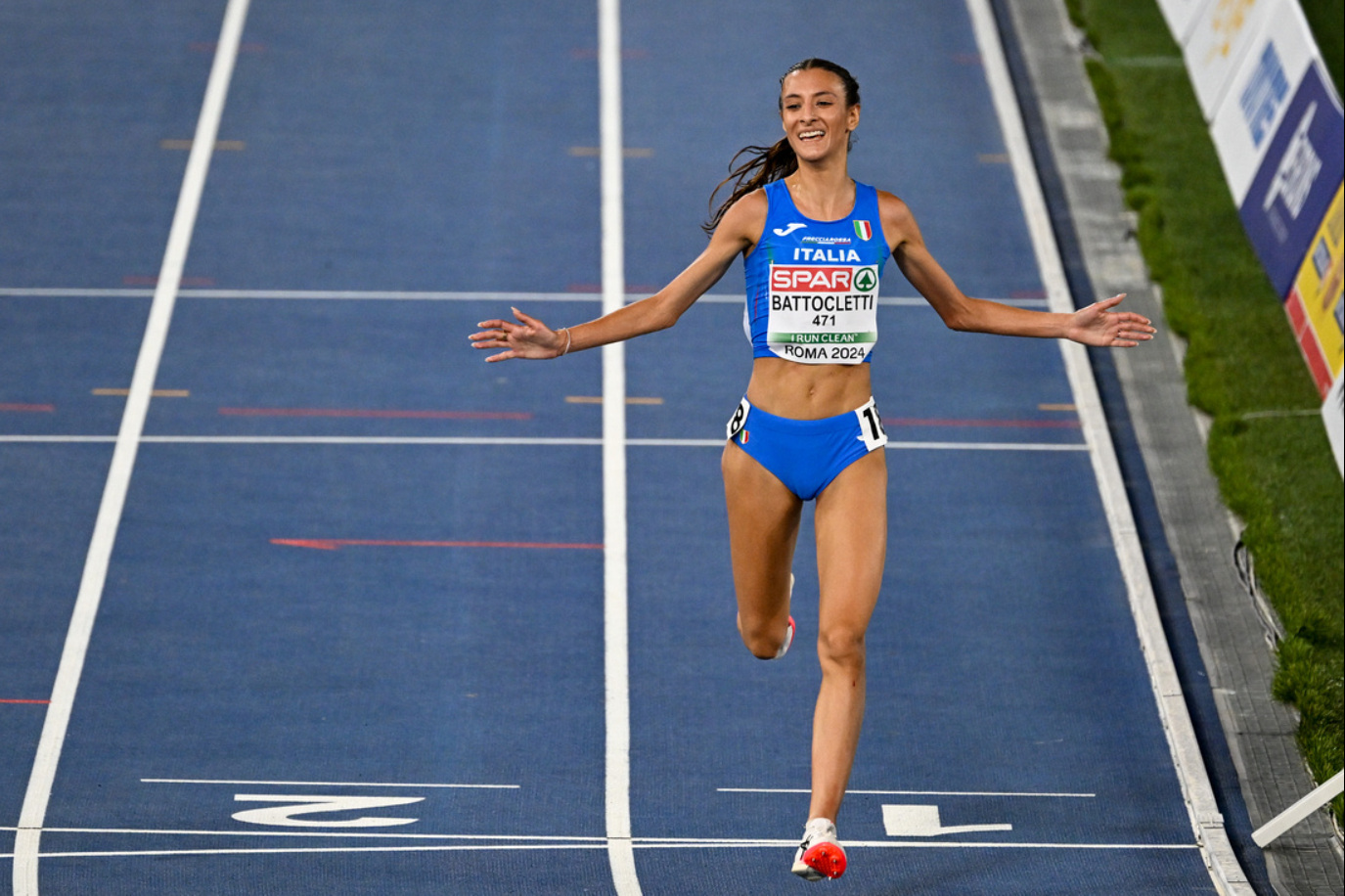
La vincitrice Nadia Battocletti

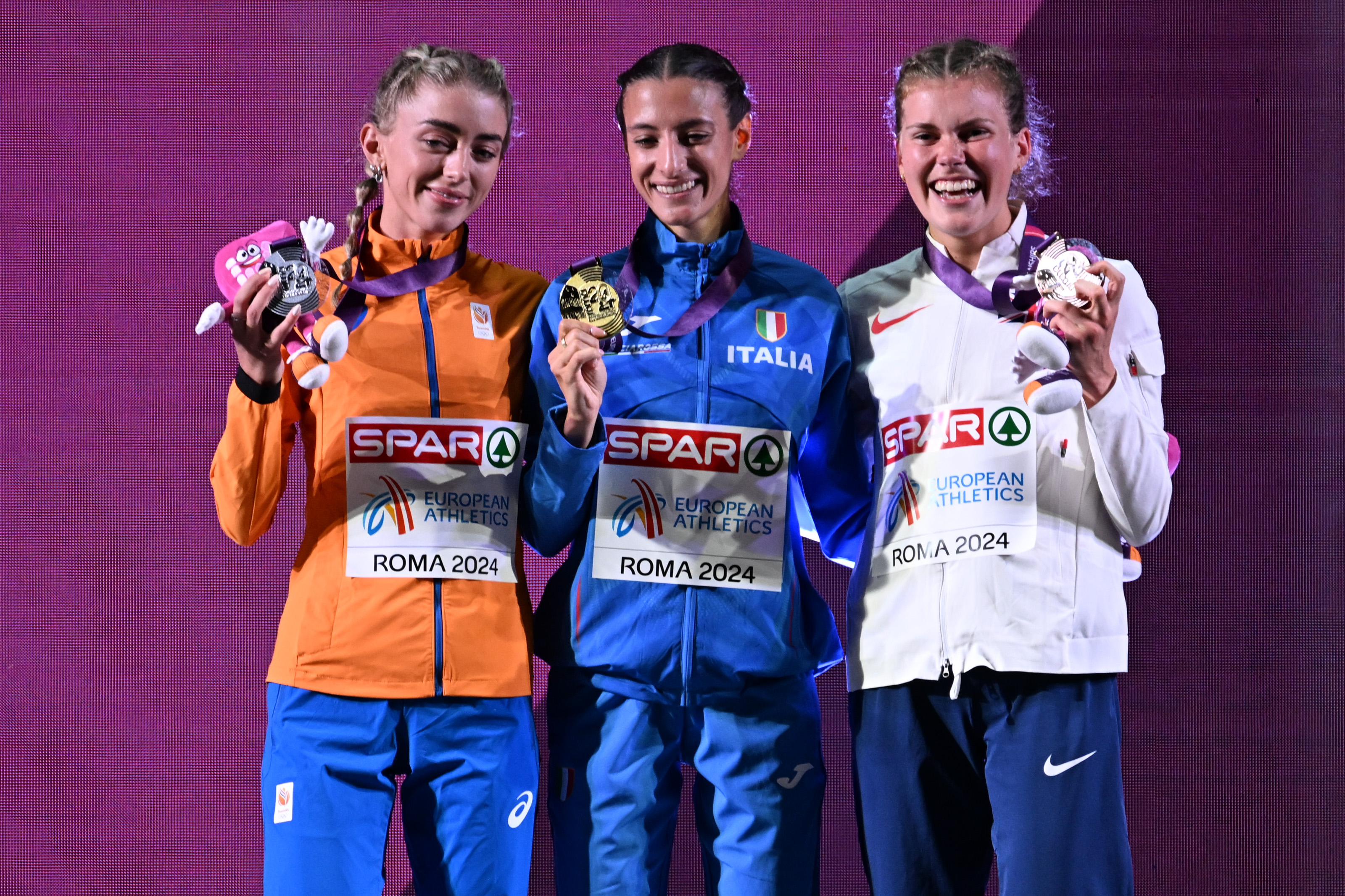
Il podio

| Pos.    | Atleta            | Nazionalità   | Tempo    |
| ------- | ----------------- | ------------- | -------- |
| Oro     | Nadia Battocletti | Italia        | 30'51"32 |
| Argento | Diane van Es      | Paesi Bassi   | 30'57"24 |
| Bronzo  | Megan Keith       | Gran Bretagna | 31'04"77 |

## Situazione pre-gara

### Record
Prima di questa competizione, il record del mondo (RM), il record europeo (EU) ed il record dei campionati (RC) erano i seguenti:
| Record                | Prestazione                   | Atleta   | Data                                      | Competizione             |
| --------------------- | ----------------------------- | -------- | ----------------------------------------- | ------------------------ |
| Record mondiale       | Beatrice Chebet Kenya         | 28'54"14 | 25 maggio 2024 Eugene, Stati Uniti        | Prefontaine Classic 2024 |
| Record europeo        | Sifan Hassan Paesi Bassi      | 29'06"82 | 6 giugno 2021 Hengelo, Paesi Bassi        | FBK Games                |
| Record dei campionati | Paula Radcliffe Gran Bretagna | 30'01"09 | 6 agosto 2002 Monaco di Baviera, Germania | Campionati europei 2002  |

### Campionessa in carica
La campionessa europea in carica era:
| Campione | Atleta              | Prestazione | Data                                       | Competizione            |
| -------- | ------------------- | ----------- | ------------------------------------------ | ----------------------- |
| Europea  | Yasemin Can Turchia | 30'32"57    | 15 agosto 2022 Monaco di Baviera, Germania | Campionati europei 2022 |

### La stagione
Prima di questa gara, le atlete con le migliori tre prestazioni europee dell'anno erano:
| Pos. | Atleta                            | Prestazione | Data                                           |
| ---- | --------------------------------- | ----------- | ---------------------------------------------- |
| 1    | Megan Keith Gran Bretagna         | 30'36"84    | 16 marzo 2024 San Juan Capistrano, Stati Uniti |
| 2    | Klara Lukan Slovenia              | 31'13"18    | 18 maggio 2024 Londra, Regno Unito             |
| 3    | Jessica Warner-Judd Gran Bretagna | 31'36"37    | 18 maggio 2024 Londra, Regno Unito             |

## Risultati

### Finale
La finale diretta si è disputata alle ore 21:30 dell'11 giugno.
| Pos.    | Nome                         | Nazionalità   | Tempo    | Note                                     |
| ------- | ---------------------------- | ------------- | -------- | ---------------------------------------- |
| Oro     | Nadia Battocletti            | Italia        | 30'51"32 | Record nazionale                         |
| Argento | Diane van Es                 | Paesi Bassi   | 30'57"24 | Miglior prestazione personale            |
| Bronzo  | Megan Keith                  | Gran Bretagna | 31'04"77 |                                          |
| 4       | Federica Del Buono           | Italia        | 31'25"41 | Miglior prestazione personale            |
| 5       | Klara Lukan                  | Slovenia      | 31'34"90 |                                          |
| 6       | Elisa Palmero                | Italia        | 31'38"45 | Miglior prestazione personale            |
| 7       | Jasmijn Lau                  | Paesi Bassi   | 32'15"91 | Miglior prestazione personale            |
| 8       | Nina Chydenius               | Finlandia     | 32'16"85 | Miglior prestazione personale            |
| 9       | Lisa Merkel                  | Germania      | 32'17"24 |                                          |
| 10      | Chloé Herbiet                | Belgio        | 32'17"88 |                                          |
| 11      | Jana van Lent                | Belgio        | 32'35"23 |                                          |
| 12      | Alicia Berzosa               | Spagna        | 32'37"60 | Miglior prestazione personale            |
| 13      | Silke Jonkman                | Paesi Bassi   | 32'38"73 | Miglior prestazione personale stagionale |
| 14      | Laura Priego                 | Spagna        | 32'40"25 | Miglior prestazione personale            |
| 15      | Lilla Böhm                   | Ungheria      | 32'41"41 | Miglior prestazione personale            |
| 16      | Anastasia Marinakou          | Grecia        | 32'42"34 |                                          |
| 17      | Hanne Mjøen Maridal          | Norvegia      | 32'50"62 | Miglior prestazione personale            |
| 18      | Veerle Bakker                | Paesi Bassi   | 33'07"14 |                                          |
| 19      | Eva Dieterich                | Germania      | 33'17"78 |                                          |
| 20      | Anika Thompson               | Irlanda       | 33'19"42 |                                          |
| 21      | Valentina Gemetto            | Italia        | 33'23"43 |                                          |
| 22      | Bojana Bjeljac               | Croazia       | 33'48"63 | Miglior prestazione personale stagionale |
| 23      | Deborah Schöneborn           | Germania      | 33'48"90 | Miglior prestazione personale stagionale |
| 24      | Dafni-Eftychia-Tereza Lavasa | Grecia        | 33'57"79 |                                          |
| 25      | Yonca Kutluk                 | Turchia       | 34'01"21 |                                          |
| 26      | Laura Mooney                 | Irlanda       | 34'03"94 |                                          |
| 27      | Liza Šajn                    | Slovenia      | 34'13"15 |                                          |
| 28      | Yasna Petrova                | Bulgaria      | 34'56"89 |                                          |
| -       | Bahar Atalay                 | Turchia       | dnf      |                                          |
| -       | Jessica Warner-Judd          | Gran Bretagna | dnf      |                                          |
| -       | Jennifer Gulikers            | Paesi Bassi   | dnf      |                                          |
| -       | Eilish McColgan              | Gran Bretagna | dnf      |                                          |
| -       | Anna Arnaudo                 | Italia        | dnf      |                                          |